# Charles Baker (Schauspieler)

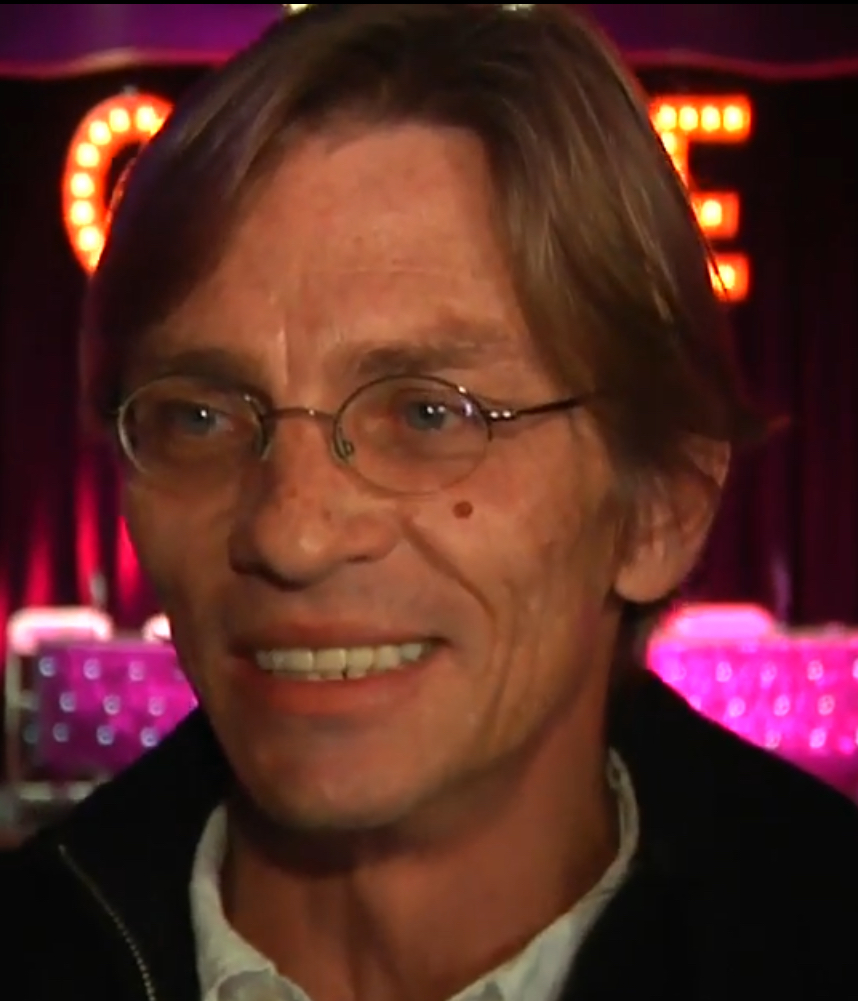
Charles Baker, 2016

Charles Edward Baker (* 27. Februar 1971 in Washington, D.C.) ist ein US-amerikanischer Schauspieler, Autor und Regisseur.

## Leben
Baker ist seit 1999 als Schauspieler und Synchronsprecher tätig. Sein Schaffen umfasst mehr als 80 Film- und Fernsehproduktionen. Von 2008 bis 2013 verkörperte er Jesse Pinkmans Freund Skinny Pete in der AMC-Serie Breaking Bad. 2019 war er auch in El Camino: Ein „Breaking Bad“-Film zu sehen. Er hatte zudem eine wiederkehrende Rolle in der NBC-Serie The Blacklist.  Weitere Gastauftritte umfassen Serien wie Brooklyn Nine-Nine, Chicago P.D., Major Crimes, Lethal Weapon, Grimm, 9-1-1: Notruf L.A. und The Rookie. 2016 spielte er in Operation Mars  mit.
2006 inszenierte Baker mit The Waterson Project einen Kurzfilm, für dessen Drehbuch er auch verantwortlich zeichnete.
2023 erschien Charles Baker in der Serie The Mandalorian als mandalorianischer Überlebender.